# Anna Kaminsky
Anna Kaminsky (* 1962 in Gera) ist eine deutsche Linguistin, Historikerin und Publizistin mit dem Schwerpunkt DDR-Geschichte. Im Jahre 2001 übernahm sie die geschäftsführende Leitung der Bundesstiftung zur Aufarbeitung der SED-Diktatur.

## Leben und Wirken
Anna Kaminsky wuchs in Dessau und Halle auf. Sie studierte Sprachwissenschaft mit dem Schwerpunkt Romanische Sprachen im Bereich der Theoretischen und Angewandten Sprachwissenschaft an der Universität Leipzig und erwarb den Abschluss als Diplom-Sprachmittlerin. Anschließend arbeitete sie als Übersetzerin, Autorin und Kuratorin. 1993 wurde sie zum Dr. phil. promoviert.
Kaminsky war danach Mitarbeiterin in verschiedenen Forschungs- und Ausstellungsprojekten, etwa am Berliner Institut für Vergleichende Sozialforschung, an der Universität Münster, der Gedenkstätte Sachsenhausen und dem Deutschen Historischen Museum Berlin.
Sie trat wiederholt als Sachverständige in Fernseh- und Hörfunkdokumentationen zur DDR-Geschichte auf. Zur Gedenkstättenkonzeption des Bundes äußerte sich Kaminsky positiv. Diese müsse weiter verstetigt und den aktuellen Anforderungen angepasst werden. Zudem würde „die breite Unterstützung für diese vielfältige Erinnerungs- und Aufarbeitungslandschaft durch Zivilgesellschaft, Kommunen, Länder und Bund […] im Ausland nicht nur wahrgenommen, sondern auch bewundert und als vorbildhaft angesehen werden.“

## Veröffentlichungen (Auswahl)
- Die Berliner Mauer in der Welt: Bundesstiftung Aufarbeitung. Berlin Story Verlag 2021, ISBN 978-3-95723-716-3
- Frauen in der DDR, Aufbau-Verlag Berlin 2017. ISBN 978-3-86284-364-0

- Orte des Erinnerns. Gedenkzeichen, Gedenkstätten und Museen zur Diktatur in SBZ und DDR. (als Herausgeberin) Ch. Links Verlag 2016. ISBN 978-3-86153-862-2

- Kaufrausch: die Geschichte der ostdeutschen Versandhäuser. Weltbild 2003, ISBN 978-3-8289-0553-5
- Erziehung zu Völkerfreundschaft und internationaler Solidarität in der DDR: eine Bibliographie. Bibliographie aus dem Projekt "Völkerfreundschaft und internationale Solidarität" - DDR-spezifisches Erziehungskonzept zu Multikultur und interkultureller Aufgeschlossenheit? (gemeinsam mit Marianne Krüger-Potratz), Band 26 von Interkulturelle Studien, Arbeitsstelle Interkulturelle Studien, Ausländerpädagogik, Fachbereich Erziehungswissenschaften 1995.
- Untersuchungen zum politischen Sprachgebrauch im Diskurs der katalanischen Nationalisten von 1894–1917: Zur Sprache Prat de la Ribas als politisch-ideologisch-theoretischem Hauptvertreter des katalanischen Nationalismus von 1900 bis 1917. Dissertationsschrift Universität Leipzig 1993.